# روت فايس
روت فايس (بالألمانية: Ruth Weiss)‏ (و. 1908 – 2006 م) هي صحفية، ومؤلفة، وكاتِبة من النمسا، والصين، ولدت في فيينا، توفيت في بكين، عن عمر يناهز 98 عاماً.

## التعليم
تعلمت في جامعة فيينا.